# Homelander
Homelander (John) là nhân vật siêu phản diện hư cấu xuất hiện trong loạt truyện tranh The Boys, do Garth Ennis và Darick Robertson tạo ra. Là thủ lĩnh của nhóm The Seven, Homelander được miêu tả là kẻ thù không đội trời chung của Billy Butcher.
Trong loạt phim truyền hình The Boys (2019) của Amazon Prime Video, John (thường được gọi là Homelander) được diễn xuất bởi Antony Starr và Rowan Smyth (lúc trẻ). Nhân vật Homelander được miêu tả là một người cha theo chủ nghĩa dân tộc và lệch lạc tình dục của Ryan Butcher.
Homelander với sự diễn xuất của Starr đã nhận được sự tán thưởng của giới phê bình. Nhân vật được mô tả là hiện thân sống động của cách mà thế giới nhìn nhận về nước Mỹ, được so sánh với các siêu anh hùng như Captain America và Superman.